# Phthonoloba olivacea
Phthonoloba olivacea är en fjärilsart som beskrevs av W. Warren 1893. Phthonoloba olivacea ingår i släktet Phthonoloba och familjen mätare. Inga underarter finns listade i Catalogue of Life.